# Boré Buika
Boré Buika, all'anagrafe Boré Kaita Masa Buika (Palma di Maiorca, 12 agosto 1980), è un attore, doppiatore e modello spagnolo, noto per aver interpretato il ruolo di Terence Wilder nella soap Il segreto (El secreto de Puente Viejo) e per quello di Mabalé nella soap Un altro domani (Dos vidas).

## Biografia
Boré Buika è nato il 12 agosto 1980 a Palma di Maiorca, nella provincia delle Isole Baleari (Spagna), e oltre alla recitazione si occupa anche di teatro.

## Carriera
Boré Buika nel 2004 ha iniziato a recitare nel film El chocolate del loro diretto da Ernesto Martín. Nel 2012 ha preso parte al cast della serie Aída, con il ruolo di Luisito. Nel 2013 e nel 2014 è entrato a far parte del cast della soap opera in onda su Antena 3 Il segreto (El secreto de Puente Viejo) dove ha interpretato Terence Wilder, un uomo di colore e marito di Soledad Castro Montenegro, interpretata da Alejandra Onieva.
Nel giugno 2015 è entrato a far parte del cast della serie di Telecinco Anclados, in cui ha condiviso il cast con Rossy de Palma, Miren Ibarguren e Fernando Gil. Nello stesso anno ha ricoperto il ruolo di Gustavo nel film Palme nella neve (Palmeras en la nieve) diretto da Fernando González Molina.
Nel 2015 e nel 2016, dopo la cancellazione della serie Anclados, si è unito al cast della nuova serie di Antena 3 Mar de Plástico e dove ha recitato insieme ad attori come Pedro Casablanc, Rodolfo Sancho, Belén López e Lucho Fernández. In essa ha ricoperto il ruolo di Teodoro Okenve, il fratello di Fara, interpretata da Yaima Ramos e Khaled, interpretato da Will Shepard. Nel 2016 ha registrato un episodio della serie in onda su La 1 El Caso: Crónica de sucesos.
Nel 2016 recitato nel film Villaviciosa de al lado diretto da Nacho G. Velilla e dove ha condiviso il cast insieme ad attori come Carmen Machi, Antonio Pagudo, Carmen Ruiz, Carlos Santos Rubio e Belén Cuesta. L'anno successivo, nel 2017, ha interpretato il ruolo di Eneko nel film Señor, dame paciencia diretto da Álvaro Díaz Lorenzo e dove ha recitato insieme agli attori Megan Montaner, Jordi Sánchez e Silvia Alonso. Nello stesso anno ha ricoperto il ruolo di Camelio in un episodio della serie El fin de la comedia, ha recitato nel cortometraggio Princesa de hielo diretto da Pablo Guerrero e ha doppiato nel film La LEGO Ninjago película diretto da Charlie Bean, Paul Fisher e Bob Logan. Nel 2018 ha ricoperto il ruolo di Kan Lan nella serie Capítulo 0. Nello stesso anno ha recitato nel cortometraggio televisivo Puteados por el mundo diretto da Álvaro Díaz Lorenzo.
Nel 2019 ha recitato nella serie Indetectables, nel film Los Japón (nel ruolo di Tomi) diretto da Álvaro Díaz Lorenzo e nel film 4 latas diretto da Gerardo Olivarese. L'anno successivo, nel 2020, ha ricoperto il ruolo di Manu nel film La lista de los deseos diretto da Álvaro Díaz Lorenzo. Nello stesso anno ha interpretato il ruolo di Adeyemi nella serie Caronte. Nel 2021 e nel 2022 è stato scelto per interpretare il ruolo di Mabalé nella soap opera in onda su La 1 Un altro domani (Dos vidas) e dove ha recitato insieme ad attori Amparo Piñero, Sebastián Haro, Silvia Acosta, Iván Mendes e Jon López.
Nel 2021 ha preso parte al cast della serie Élite, nel ruolo di Sebastián Abaga. Nel 2022 ha recitato nella serie Historias para no dormir. Nello stesso anno ha interpretato il ruolo di Hugo Durand nel film Vienes o voy? diretto da Jaime Botella. Sempre nel 2022 ha preso parte al cast della serie Una vita da riavvolgere (Si lo hubiera sabido), nel ruolo di Andrés. Nel medesimo anno ha recitato nel film Duchess diretto da Neil Marshall.

## Filmografia

### Attore

#### Cinema
- El chocolate del loro, regia di Ernesto Martín (2004)
- Palme nella neve (Palmeras en la nieve), regia di Fernando González Molina (2015)
- Villaviciosa de al lado, regia di Nacho G. Velilla (2016)
- Señor, dame paciencia, regia di Álvaro Díaz Lorenzo (2017)
- Los Japón, regia di Álvaro Díaz Lorenzo (2019)
- 4 latas, regia di Gerardo Olivares (2019)
- La lista de los deseos, regia di Álvaro Díaz Lorenzo (2020)
- Vienes o voy?, regia di Jaime Botella (2022)
- Duchess, regia di Neil Marshall (2022)

#### Televisione
- Aída – serie TV, 1 episodio (2012)
- Il segreto (El secreto de Puente Viejo) – soap opera, 150 episodi (2013-2014)
- Anclados – serie TV, 6 episodi (2015)
- Mar de plástico – serie TV, 22 episodi (2015-2016)
- El Caso: Crónica de sucesos – serie TV, 1 episodio (2016)
- El fin de la comedia – serie TV, 1 episodio (2017)
- Capítulo 0 – serie TV, 2 episodi (2018)
- Indetectables – serie TV, 1 episodio (2019)
- Caronte – serie TV, 1 episodio (2020)
- Un altro domani (Dos vidas) – soap opera, 185 episodi (2021-2022)
- Élite – serie TV (dal 2021)
- Historias para no dormir – serie TV, 1 episodio (2022)
- Una vita da riavvolgere (Si lo hubiera sabido) – serie TV, 8 episodi (2022)

#### Cortometraggi
- Princesa de hielo, regia di Pablo Guerrero (2017)
- Puteados por el mundo, regia di Álvaro Díaz Lorenzo (2018)

### Doppiatore

#### Cinema
- La LEGO Ninjago película, regia di Charlie Bean, Paul Fisher e Bob Logan (2017)

## Teatro
- Clímax (dal 2017)
- El curioso incidente del perro a medianoche (2018)

## Doppiatori italiani
Nelle versioni in italiano dei suoi film e delle sue serie TV, Boré Buika è stato doppiato da:
- Gianluca Crisafi[10] ne Il segreto[11]
- Francesco Cavuoto[12] in Un altro domani[13]
- Nanni Baldini[14] in Una vita da riavvolgere[15]

## Riconoscimenti
- Premio dell'Unione degli attori
  - 2015: Candidatura come Miglior attore non protagonista per la soap opera Il segreto (El secreto de Puente Viejo)